# Ira Malaniuk
Ira Malaniuk (* 29. Januar 1919 in Stanislau; † 25. Februar 2009 in Zirl) war eine österreichische Opernsängerin (Alt). International erlangte sie vor allem als Wagner-Sängerin hohes Ansehen.

## Leben
Ira Malaniuk wuchs in Stanislau in der Ukraine auf. Ihr Vater war dort Arzt, hoher k.u.k. Offizier und weitläufig verwandt mit dem Juristen Wilhelm Malaniuk; Ira Malaniuk war Patin von dessen Enkel Michael Malaniuk. Sie studierte zunächst in Lwów bei Adam Didur und später dann in Wien bei der bekannten Gesangspädagogin Anna Bahr-Mildenburg. 1944 nahm sie an der Sommer-Akademie der Reichshochschule Mozarteum in Salzburg teil.
1945 debütierte sie am Grazer Stadttheater als Ulrica in Verdis Ein Maskenball. 1947 kam sie an das Stadttheater von Zürich, wo sie u. a. 1949 in der Uraufführung der Oper Die schwarze Spinne von Willy Burkhard und 1951 in der deutschen Erstaufführung von Igor Strawinskis The Rake’s Progress sang. 1956–1972 war sie Mitglied der Wiener Staatsoper. 1952–1967 war sie zusätzlich Mitglied der Münchner Staatsoper und 1956–1958 auch Mitglied der Staatsoper Stuttgart. Von 1968 bis 1977 hatte sie ein letztes Festengagement auch an der Wiener Volksoper. Dort übernahm sie Charakterpartien in Oper und Operette.
An der Wiener Staatsoper sang sie die großen Rollen ihres Fachs (Eboli in Don Carlos, Brangäne in Tristan und Isolde), übernahm aber auch viele kleinere Rollen (z. B. die Marcellina in Le nozze di Figaro), die sie mit ihren Schauspieltalent fast zu Hauptrollen machte.
Bei den Bayreuther Festspielen sang sie 1951/1952 die Magdalene in Die Meistersinger von Nürnberg und übernahm spontan für die erkrankte Elisabeth Höngen innerhalb weniger Stunden ohne Probe die Fricka in Das Rheingold. Weitere Rollen in Bayreuth waren 1952/1953 die Brangäne und die Fricka, 1951 die Grimgerde in  Die Walküre, 1951 und 1953 die 2. Norn und die Waltraute in Götterdämmerung.
1956–1966 trat sie bei den Salzburger Festspielen hauptsächlich als Konzert- und Oratoriensängerin in Erscheinung. 1958 sang sie dort auch die Adelaide in Arabella von Richard Strauss.
Nach Abschluss ihrer Karriere wirkte sie als Gesangspädagogin. 1971 erhielt sie eine Professur für Liedinterpretation an der Musikhochschule Graz, später Universität für Musik und darstellende Kunst Graz (KUG). Ein Förderpreis für junge Talente trägt ihren Namen, ebenso ein Konzertsaal in der ehemaligen Grazer Reiterkaserne, die das Institut für Gesang, Lied und Oratorium der KUG seit 2010 beherbergt.
Ira Malaniuk wurde am 3. März 2009 auf dem Ortsfriedhof in Zirl beigesetzt.

## Tondokumente (Auswahl)
- Mozart: Le Nozze di Figaro (Marcellina)
- Mozart: La Clemenza di Tito (Sesto)
- Strauss: Arabella (Adelaide)
- Wagner: Die Meistersinger von Nürnberg (Magdalene)
- Wagner: Tristan und Isolde (Brangäne)
- Wagner: Der Ring des Nibelungen (Fricka)
- Mehrere Opernquerschnitte auf Polydor unter Franz Marszalek